# Zemský okres Rosenheim
Zemský okres Rosenheim (německy Landkreis Rosenheim) je zemský okres v německé spolkové zemi Bavorsko, ve vládním obvodu Horní Bavorsko. Sídlem správy zemského okresu je město Rosenheim, které ovšem není jeho součástí. Má přibližně 190 tisíc obyvatel. 

## Města a obce
Města:
1. Bad Aibling
2. Kolbermoor
3. Wasserburg am Inn

Obce:
1. Albaching
2. Amerang
3. Aschau im Chiemgau
4. Babensham
5. Bad Endorf
6. Bad Feilnbach
7. Bernau am Chiemsee
8. Brannenburg
9. Breitbrunn am Chiemsee
10. Bruckmühl
11. Chiemsee
12. Edling
13. Eggstätt
14. Eiselfing
15. Feldkirchen-Westerham
16. Flintsbach
17. Frasdorf
18. Griesstätt
19. Großkarolinenfeld
20. Gstadt am Chiemsee
21. Halfing
22. Höslwang
23. Kiefersfelden
24. Neubeuern
25. Nußdorf am Inn
26. Oberaudorf
27. Pfaffing
28. Prien am Chiemsee
29. Prutting
30. Ramerberg
31. Raubling
32. Riedering
33. Rimsting
34. Rohrdorf
35. Rott am Inn
36. Samerberg
37. Schechen
38. Schonstett
39. Söchtenau
40. Soyen
41. Stephanskirchen
42. Tuntenhausen
43. Vogtareuth